# Prêmio Jovem Brasileiro 2024
O Prêmio Jovem Brasileiro 2024 foi a 23ª edição desse evento, que foi realizado no Audio Club, na cidade de São Paulo, no Brasil. A cerimônia foi apresentada pela atriz e humorista Gkay, pelo criador do prêmio, Guto Melo, e a influenciadora Vanessa Bellini. O evento foi transmitido pelas mídias do Grupo Bandeirantes de Comunicação, através do serviço de streaming BandPlay, do site Band.com.br e no canal do YouTube da Band Entretê.

## Vencedores e indicados
As indicações foram reveladas em 8 de agosto de 2024. Ludmilla foi a mais indicada, com cinco indicações. Os vencedores estão listados primeiro e destacados em negrito.
| Melhor Cantora | Melhor Cantor |
| --- | --- |
| - Melody - Ana Castela - Gloria Groove - Ludmilla - Mari Fernandez | - Zé Felipe - Jão - João Gomes - Luan Pereira - MC Daniel |
| Dupla do Ano | Banda do Ano |
| - Maiara & Maraisa - Henrique & Juliano - Hugo & Guilherme - Israel & Rodolffo - Matheus & Kauan | - Sorriso Maroto - Fun 7 - Os Barões da Pisadinha - Quatro K - Restart |
| Hit do Ano | Melhor Feat |
| - "Macetando" — Ivete Sangalo e Ludmilla - "Daqui Pra Sempre — Manu Bahtidão e Simone Mendes - "Maliciosa" — Ludmilla - "PocPoc" — Pedro Sampaio - "São Amores" — Pabllo Vittar                                                                    | - "Daqui Pra Sempre" — Manu Bahtidão e Simone Mendes - "Cerveja e Socorro" — Bruno Rosa e Clayton & Romário - "Macetando" — Ivete Sangalo e Ludmilla - "Perna Bamba" — Parangolé e Leo Santana - "Pilantra" — Jão e Anitta |
| Clipe Bombástico | Aposta PJB |
| - "RAM TCHUM" — Dennis DJ, Ana Castela e MC GW - "Bêbada Favorita" — Luísa Sonza e Maiara & Maraisa - "Carinha de Bebê" — Ana Castela e Pedro Sampaio - "Eu Sou Sentimento" — Luan Santana e Luan Pereira - "Nosso Primeiro Beijo" — Gloria Groove | - Marília Tavares - Reddy Allor - Julia & Rafaela - Nadson o Ferinha - Zaynara |
| Melhor Ator | Melhor Atriz |
| - Diego Martins — Terra e Paixão - Gianlucca Mauad — A Infância de Romeu e Julieta - João Guilherme — Vicky e a Musa - Miguel Ângelo — A Infância de Romeu e Julieta - Xamã — Renascer                                                             | - Larissa Manoela — De Volta aos 15 - Juliana Paiva — Família É Tudo - Lorena Queiroz — 7 Chances Para... - Pietra Quintela — Princesa Adormecida - Vittória Seixas — A Infância de Romeu e Julieta                        |
| Melhor Programa, Novela ou Reality | Melhor Apresentador |
| - Sabadou com Virginia - A Infância de Romeu e Julieta - Big Brother Brasil - De Frente com Blogueirinha - Rancho do Maia | - Lucas Guimarães - Virginia Fonseca - Celso Portiolli - Lucas Guimarães - Nicolas Torres - Patrícia Abravanel |
| Melhor participante de Reality | Humor |
| - Beatriz Reis - Davi Brito - Alane Dias - Arthur Aguiar - Matheus Amaral | - Lara Santana - Lucas Guedes - Luana Zucoloto - Lucas Rangel - Tatá Werneck |
| Melhor Gamer | Melhor Time de e-Sports |
| - Bia Gamer - Nobru - Julia Minegirl - LOUD Coringa - umadanii | - LOUD - Flamengo - FURIA - paiN Gaming - Team oNe |
| Rei/Rainha do Insta | YouTuber do Ano |
| - Carlinhos Maia - Larissa Manoela - Emilly Vick - Hytalo Santos - Key Alves | - Enaldinho - Jaqueline Sobrinho - Camila Loures - Luccas Neto - Tainá Costa |
| Melhor Canal | Melhor Podcast do Brasil |
| - Camila Loures - Enaldinho - Irmãs Pina - LOUD - Rafa e Luiz | - PodCast Vizinho - Inteligência Ltda. - PodCats - PodDelas - Queijo com Goiabada |
| Melhor TikToker | Revelação Digital |
| - Aila Loures - Juliano Floss - Lana Negrini - Liz Macedo - Malu Borges | - Bomtalvão - Luana Zucoloto - Bárbara Cruz - Lara Santana - Uai Lázaro |
| Diversidade | Fitness/Esporte |
| - Diva Depressão - Pequena Lo - Doarda - Pabllo Vittar - Thiago Pantaleão | - Priscila Buiar - Andressa Karoline - Elana Valenaria - Jade Picon - Priscila Reis |
| Make | Meu Chush |
| - Camila Pudim - Brunna Gonçalves - By Pâmela - Mari Maria - Niina Secrets | - Caio Cerqueira - Key Alves - Lara Silva - LOUD Coringa - Theo Medon |
| Melhor Fandom do Brasil | Eu Shippo |
| - Chaveirinhos — Key Alves - Brumilla – Bruna Gonçalves e Ludmilla - Carrinhos – Davi Brito - Central de Fãs Hugo & Guilherme - Taináticos – Tainá Costa                                                                                           | - Cailu — Caio Cerqueira e Luan Alencar - Alvaro e Gustavo Rocha - Clara Garcia e Luccas Abreu - Gian Lucah e Vivi Lucas - Tainá Costa e LOUD Coringa                                                                      |
| Jovem Mais Estiloso do Brasil | Crianças Que Já Fazem História |
| - MC Daniel - Vivi Lucas - Bruna Marquezine - João Guilherme - Marina Ruy Barbosa | - Mel Summers - Miguel Soares - Isabella Alelaf - Mari Campolongo - Sofia Fornazari |